# Polimerazy
Polimerazy (EC 2.7.7.6/7/19/48/49) – enzymy mające zdolność syntezy nici komplementarnej na matrycy pojedynczej nici kwasu nukleinowego. Polimerazy występują u wszystkich organizmów żywych.
W zależności od syntetyzowanej nici wyróżnia się polimerazy DNA syntetyzujące nić DNA (np. w procesie replikacji DNA) oraz polimerazy RNA syntetyzujące nić RNA (np. w procesie transkrypcji). W zależności od wykorzystywanej przez polimerazę matrycy mówi się o polimerazach zależnych od DNA, jeśli matrycą jest DNA, i polimerazach zależnych od RNA, jeśli matrycą jest RNA. 
Polimerazy są powszechnie używane w biologii molekularnej i inżynierii genetycznej. Przykładowo polimeraza Taq (polimeraza DNA zależna od DNA pochodząca z bakterii Thermus aquaticus) jest używana w reakcji PCR. Do swej aktywności wymaga matrycy i odpowiedniego startera (krótkiego dwuniciowego fragmentu, powstającego zwykle przez przyłączenie się do matrycy krótkiego komplementarnego fragmentu DNA lub RNA) oraz odpowiedniego buforu.